# John van Buskirk
John van Buskirk (Granite City, 1972. április 13. –) holland származású amerikai labdarúgócsatár, edző, a McKendree Egyetem labdarúgócsapatának vezetőedzője.